# Gabrovka, Litija
Gabrovka este o localitate din comuna Litija, Slovenia, cu o populație de 252 de locuitori.